# 司马天助
司马天助（？—？），河内郡温县（今河南省焦作市温县）人，北魏官员。

## 生平
司马天助自称是东晋骠骑将军司马元显的儿子，在延和二年（433年）三月归附北魏，出任平东将军、青徐二州刺史，封东海公。司马天助招募义士，想要袭击刘宋的东平郡、济北郡二郡及城堡，又击败刘宋将领闾万龄的军队，前后有许多俘虏和缴获。司马天助后出任侍中、都督青徐兖三州诸军事、征东将军、青兖二州刺史，东海公如故。太平真君三年（442年），北魏南征刘宋，司马天助作为南征的十道主将之一攻击济南郡，返回后又跟魏太武帝拓跋焘北征，在军阵中阵亡。

## 家庭

### 子女
- 司马元伯，袭爵为东海公，后降爵为温县子，太和年间官至建威将军、泰山郡太守

## 延伸阅读
[在维基数据编辑]
 《魏書·卷37》，出自魏收《魏书》